# Solidaritätslied
Das Solidaritätslied, geschrieben von Bertolt Brecht und Ernst Busch, vertont von Hanns Eisler, ist ein Arbeiterlied. Das Lied ist zwischen 1929 und 1931, vor dem Hintergrund der Weltwirtschaftskrise (1929), des vergangenen Weltkriegs (1914–1918) und der sozialen Frage für den Film Kuhle Wampe oder: Wem gehört die Welt? entstanden. 
Von dem Liedtext existieren zwei verschiedene Versionen, die beide von Brecht stammen. Weitaus bekannter ist der zweite, während des Spanienkriegs entstandene Liedtext, der die Situation abstrakter und ideologischer ausdrückt, während der frühe Text sich konkret auf den Film Kuhle Wampe bezog.

## Kurzdarstellung
Im Jahr 1932 wurde die erste Textversion des Liedes unter Mitwirkung zahlreicher Arbeiterchöre und -sportler uraufgeführt. Rasch verbreitete es sich in den letzten Monaten der Weimarer Republik besonders bei Sportveranstaltungen weiter. Der Urtext beginnt mit den Zeilen: „Kommt heraus aus eurem Loche, das man eine Wohnung nennt / Und nach einer grauen Woche folgt ein rotes Wochenend!“.
Dieses Lied ist im Film Kuhle Wampe (1932) zu hören, dessen Drehbuch Brecht und Busch gemeinsam geschrieben haben.
Einprägsam ist die musikalische Umsetzung des Wortes „Solidarität“ am Ende des Refrains: Die ersten vier Silben erklingen auf einer und derselben Tonhöhe (einem d über dem subdominantischen g-Moll-Akkord), die letzte Silbe wird einen halben Ton tiefer gesungen (nämlich auf cis über dem dominantischen A-Dur-Akkord). Die vier Schlusstakte des Liedes bringen diesen Halbschluss gleich zweimal hintereinander. Damit bleibt die Frage „Wessen Morgen ist der Morgen, wessen Welt ist die Welt?“ auch musikalisch offen und unbeantwortet. 
In seinen melodischen Umrissen folgt der Refrain dem B-A-C-H-Motiv. Die vier Töne erklingen auf den ersten Zählzeiten der Takte 1, 2, 5 und 6. Mit den Tönen d und cis in den Takten 9 und 10 (siehe oben) wird das Motiv weitersequenziert.
Frederic Rzewskis 1975 entstandenes Klavierwerk The People United Will Never Be Defeated! zitiert dieses Lied mehrfach. Und: Die letzten zwei Takte des Solidaritätsliedes dienten als Pausenzeichen des Radiosenders Stimme der DDR.
Der Text wurde in mehrere Sprachen übersetzt und dabei dem Melodierhythmus angepasst.

## Rezeption
Im Jahr 1961 kam es zur Gemeinschaftskomposition Orchestervariationen über Eislers Solidaritätslied der Tonschöpfer Andre Asriel, Fritz Geißler, Herbert Kirmße, Günter Kochan, Siegfried Köhler, Dieter Nowka, Joachim Werzlau und Ruth Zechlin, die teilweise Schüler Eislers waren.